# Stephanie Shirley
Pour les articles homonymes, voir Shirley et Buchthal.
 (9 août 2025).
Le texte peut changer fréquemment, n’est peut-être pas à jour et peut manquer de recul. N’hésitez pas à participer, en veillant à citer vos sources.
Stephanie Shirley, dite Steve Shirley (née Vera Stephanie Buchthal le 16 septembre 1933 à Dortmund en Allemagne et morte le 9 août 2025), est une philanthrope et femme d'affaires britannique avant-gardiste dans le domaine informatique.
Dans les années 1960, elle fonde une société de logiciels  et adopte le prénom « Steve » pour l'aider dans le monde des affaires essentiellement masculin.

## Biographie

### Famille et formation
Stephanie Shirley est née le 16 septembre 1933 à Dortmund. Son père est Arnold Buchthal, juge à Dortmund. D'origine juive, il perd son emploi la même année. Ses grands-parents maternels sont Felix, un entrepreneur, et Rosa Buchthal, militante féministe et première femme élue au conseil communal de Dortmund.
À partir de 1939, sa famille fuyant le régime nazi, vit à Vienne. Les parents, envoient en juillet 1939, leurs deux filles, Vera et Renate vers l'Angleterre à bord d'un Kindertransport.  Stephanie Shirley est âgée de 5 ans quand elle arrive en Grande-Bretagne,.
À 18 ans, elle obtient un emploi à  la station postale de Dollis Hill où elle s'intéresse de plus en plus aux ordinateurs. Elle obtient un diplôme de mathématique en suivant des cours de soir.

### Entrepreneuse
En 1962, Stephanie Shirley créé la société Freelance Programmers qui vise la conception de logiciels informatiques dans un contexte où ceux-ci sont généralement intégrés avec le hardware. Elle débute avec un capital minimum  de 6 £ à son domicile. Au fur et à mesure de la croissance de sa société, elle fait le choix de recruter une équipe composée essentiellement de collaboratrices.
Elle privilégie une politique de ressources humaines facilitant la vie familiale de ses salariés  notamment en mettant en place des horaires flexibles et le télétravail. À partir de 1975, le Sex Discrimination Act rendant illégal l’embauche selon des critères de genre, elle est contrainte d’embaucher des hommes.
La société se distinguera  notamment en réalisant la programmation des boites noires du Concorde.
Dans les années 1970, elle transfère la direction à Hilary Cropper et opère une vente en 1991 à l'occasion de son départ à la retraite.
En mars 1996, le groupe est coté à la bourse de Londres. Par la suite, cette société a été valorisée 3 milliards de dollars et emploie plus de 8 500 salariés.

### Philanthrope
À partir de 1993, après son départ à la retraite, Stephanie Shirley siège au conseil d'administration de plusieurs sociétés et devient philanthrope en initiant et finançant des recherches dans le domaine de l'autisme. Elle devint l'un des premiers membres de la National Autistic Society, et membre de la Commission de Westminster de l'autisme.
Cet engagement et la compréhension de cette maladie est liée à son fils défunt Giles (1963-1998) qui était  autiste et diagnostiqué comme « inéducable » et meurt  à l'âge de 35 ans lors d'une crise d'épilepsie.
En 2009, elle est nommée ambassadrice pour la philanthropie par le gouvernement britannique.

## Titres honorifiques
Stephanie Shirley fait partie de la liste des « 100 meilleurs scientifiques en exercice » au Royaume-Uni publiée en janvier 2014 par le Science Council.